# Sandro Patierno
Sandro Patierno, né le 2 mars 1969, est une personnalité politique schwytzoise, membre du Centre. 
Il siège au Conseil d'État du canton de Schwytz depuis juillet 2020, à la tête du département de l'environnement.

## Biographie
Sandro Patierno naît le 2 mars 1969.
Il a un certificat fédéral de capacité de chauffagiste et d'installeur technique en bâtiment et un diplôme ES de conseiller en énergie. Il exerce en tant qu'indépendant.
Il habite à Schwytz. Il est marié et père de trois enfants.

## Parcours politique
Il est membre du PDC, renommé Le Centre.
Il est membre du Conseil du district de Schwytz de 2006 à 2014 et le préside les quatre années suivantes. Le 20 mars 2016, il est élu au Conseil cantonal de Schwytz. Il y siège dans la commission de l'économie à partir de 2018.
Le 17 mai 2020, il est élu au Conseil d'État au deuxième tour, s'imposant clairement (18 309 voix contre 11 102) devant son concurrent du Parti socialiste Michael Fuchs après avoir manqué la majorité absolue de 50 voix deux mois plus tôt au premier tour,,. Il y dirige le département de l'environnement.
Le 3 mars 2024, il est réélu au Conseil d'État.